# Webserie di Battlestar Galactica
Tra il 2006 e il 2009 sono state pubblicate sul web tre webserie legate alla serie televisiva Battlestar Galactica, per un totale di ventisette webisodi prodotti.

## Battlestar Galactica: The Resistance
Battlestar Galactica: The Resistance è una serie di dieci webisodi della durata di 5 minuti l'uno circa. Sono stati realizzati per raccontare alcuni eventi che avvengono su New Caprica tra l'ultimo episodio della seconda stagione e il primo della terza.
A causa di problemi legali, i webisodes, inizialmente previsti per il periodo estivo, sono stati distribuiti attraverso il sito ufficiale di Sci Fi Channel soltanto a partire dal 5 settembre 2006, due volte alla settimana (martedì e giovedì), fino al 5 ottobre, la sera prima della première della terza stagione.
In Italia sono stati distribuiti come contenuti speciali nel cofanetto DVD della terza stagione della serie.
| nº | Titolo      | Prima TV USA      | Pubblicazione Italia |
| -- | ----------- | ----------------- | -------------------- |
| 1  | Webisode 1  | 5 settembre 2006  | DVD                  |
| 2  | Webisode 2  | 7 settembre 2006  | DVD                  |
| 3  | Webisode 3  | 12 settembre 2006 | DVD                  |
| 4  | Webisode 4  | 14 settembre 2006 | DVD                  |
| 5  | Webisode 5  | 19 settembre 2006 | DVD                  |
| 6  | Webisode 6  | 21 settembre 2006 | DVD                  |
| 7  | Webisode 7  | 26 settembre 2006 | DVD                  |
| 8  | Webisode 8  | 28 settembre 2006 | DVD                  |
| 9  | Webisode 9  | 2 ottobre 2006    | DVD                  |
| 10 | Webisode 10 | 5 ottobre 2006    | DVD                  |

## Battlestar Galactica: Razor Flashbacks
Tra ottobre e novembre 2007 SciFi Channel ha rilasciato una serie di sette corti, chiamati "minisodes" o "webisode" (come già fatto prima dell'inizio della terza stagione) e intitolati "Razor Flashbacks" (anche se l'URL per ogni file suggerisce che il vero titolo possa essere "Takeover"). I corti mostrano un giovane Tenente William Adamo (interpretato da Nico Cortez) e i modelli originali dei Cyloni protagonisti della prima guerra cylone.
La storia vede il giovane Adamo scoprire un laboratorio cylone nel quale sono stati condotti esperimenti con soggetti umani viventi. Le storie sono state scritte da Michael Taylor, mentre i webisodes diretti da Wayne Rose per i primi due e da Félix Enríquez Alcalá per gli ultimi cinque. Sono stati inizialmente resi disponibili sul sito ufficiale della serie (SciFi.com/galactica Archiviato il 26 agosto 2006 in Internet Archive..) e saranno pubblicati sul DVD del film tv Razor. Questi webisodes sono in qualche modo indipendenti, e non semplici "estratti" da Razor. Tuttavia, l'episodio Razor ha incorporato direttamente all'incirca la metà del materiale mostrato nei corti.
In Italia sono stati distribuiti come contenuti speciali nel DVD di Razor.
| nº | Titolo                 | Prima TV USA     | Pubblicazione Italia |
| -- | ---------------------- | ---------------- | -------------------- |
| 1  | Day 4571               | 5 ottobre 2007   | DVD                  |
| 2  | The Hangar             | 12 ottobre 2007  | DVD                  |
| 3  | Operation Raptor Talon | 19 ottobre 2007  | DVD                  |
| 4  | Free Fall              | 26 ottobre 2007  | DVD                  |
| 5  | The Lab                | 2 novembre 2007  | DVD                  |
| 6  | Survivors              | 9 novembre 2007  | DVD                  |
| 7  | Escape                 | 16 novembre 2007 | DVD                  |

## Battlestar Galactica: The Face of the Enemy
| nº | Titolo      | Prima TV USA     | Prima TV Italia |
| -- | ----------- | ---------------- | --------------- |
| 1  | Webisode 1  | 12 dicembre 2008 |                 |
| 2  | Webisode 2  | 15 dicembre 2008 |                 |
| 3  | Webisode 3  | 17 dicembre 2008 |                 |
| 4  | Webisode 4  | 22 dicembre 2008 |                 |
| 5  | Webisode 5  | 24 dicembre 2008 |                 |
| 6  | Webisode 6  | 29 dicembre 2008 |                 |
| 7  | Webisode 7  | 31 dicembre 2008 |                 |
| 8  | Webisode 8  | 5 gennaio 2009   |                 |
| 9  | Webisode 9  | 7 gennaio 2009   |                 |
| 10 | Webisode 10 | 12 gennaio 2009  |                 |